# Marie-Claire Alfani Machozi
 Marie-Claire Alfani Machozi  (né à Bukavu le 12 décembre en 1959) est une femme politique de la République démocratique du Congo et députée national, élue de la circonscription de Walikale dans la province du Nord-Kivu,,,.

## Biographie
L'honorable Marie-Claire Alfani, est né à Bukavu le 12 décembre 1959  originaire du Nord-Kivu. Elle est membre du groupement politique AFDC-A.
Elle fut questeur de l'Assemblée nationale du bureau mabunda, elle a été élue aux élections des membres du bureau de l'assemblée nationale le 24 avril 2019,,.